# Hitovi 1
Hitovi 1 – kompilacja zespołu Hari Mata Hari. Została wydana w 1999 roku.

## Lista utworów
1. „Ja nemam snage da te ne volim”
2. „U tvojoj kosi”
3. „Zakuni se, oživi me”
4. „Ne boj se prvog snijega”
5. „Barbara”
6. „Ivana”
7. „Eh, da si još malo ostala”
8. „Reci srećo”
9. „Gdje li si sada ljubavi”
10. „Ne lomi me”
11. „Ti znaš sve”
12. „Lud sam za tobom”
13. „U pomoć”
14. „Zapali me”
15. „Hajde ustani”
16. „Na more dođite”
17. „Igrale se delije”
18. „Pusti me, Bože, pusti me”
19. „Sedamnaest ti je godina”
20. „Prsten i zlatni lanac”

## Członkowie zespołu
- Hajrudin Varešanović – wokal
- Izo Kolećić – perkusja
- Karlo Martinović – gitara solo
- Nihad Voloder – gitara basowa